# Павленко Олена Петрівна
Олена Петрівна Павленко — українська астрономка, спеціалістка з катаклізмічних змінних зір, колишня завідувачки лабораторією «Подвійні зорі» Кримської астрофізичної обсерваторії, лауреатка Премії НАНУ імені М. П. Барабашова (2009).

## Біографія
Народилася 8 січня 1951 року в Новоолексіївці в Херсонській області.
1969 року вступила до Томського державного університету імені В. В. Куйбишева, а 1974 року закінчила навчання на його механіко-математичному факультеті.
З 1975 року працює в Кримській астрофізичній обсерваторії. 1993 року у Головній астрономічній обсерваторії НАН України захистила кандидатську дисертацію "Фотометричні дослідження деяких магнітних і рентгенівських нових", виконану під науковим керівництвом Валентини Прокоф'євої. У 2010 року захистила докторську дисертацію «Катаклізмічні змінні та споріднені подвійні зірки з малим відношенням мас компонентів». В 2014-2017 роках (за іншими даними, в 2015-2017 роках) обіймала посаду завідувачки лабораторією «Подвійні зорі» у відділі фізики зір Кримській астрофізичній обсерваторії. З 2018 року працює провідним науковим співробітником відділу фізики зір.
З 2018 року за сумісництвом працює професором кафедри астрофізики і фізики космосу Фізико-технічного інституту Кримського федерального університету імені В. І. Вернадського.

## Наукові результати
Олена Павленко є представницею наукової школи академіка А. Б. Сєверного з дослідження зір. Основний напрямок її наукових досліджень – фотометрія катаклізмічних змінних зір. До 1998 року дослідження проводилися з використанням високочутливих телевізійних трубок як світлоприймальної апаратури, а потім - за допомогою приладів ПЗЗ-матриць.

## Відзнаки
- Премія НАН України імені М. П. Барабашова за цикл робіт «Зорі середніх і малих мас від жовтих карликів сонячного типу до холодних коричневих карликів: спостережувана активність та їх еволюційний статус», у співавторстві з Роальдом Гершбергом і Яковом Павленком (2009)[2]
- Заслужений діяч науки і техніки Автономної Республіки Крим (2011)[1]